# Trichomanes indicum
Trichomanes indicum là một loài dương xỉ trong họ Hymenophyllaceae. Loài này được S.R.Ghosh mô tả khoa học đầu tiên năm 2004.
Danh pháp khoa học của loài này chưa được làm sáng tỏ. 